# Latin irodalom
A latin irodalom a latin nyelven alkotott mindenkori irodalom a latin nyelv első nyelvemlékétől máig, szemben a római irodalommal, mely hagyományosan az ókori Róma államisága idején és területén született irodalmat jelenti (beleértve a nem latin nyelv írott római munkákat is, például Polübiosz és Plutarkhosz munkásságát). A latin irodalomhoz tartozik a középkori Európa latin nyelvű irodalma, az újkori világirodalom latin nyelvű munkái (például az igen terjedelmes barokk irodalom) és a legújabbkor és napjaink irodalma.